# 户村镇
户村镇，是中华人民共和国河北省邯郸市复兴区下辖的一个乡镇级行政单位。
2014年，河北省民政厅批复同意将邯郸县户村镇划归复兴区管辖。

## 行政区划
户村镇下辖以下地区：
户村、林村、霍北村、酒务楼村、涧沟村、齐村、郭河村、肖河村、康河村、陈岩嵛村、张岩嵛村、葛岩嵛村、牛叫河村、东常赦村、西常赦村、宿庄村和蔡河村。